# Флугервілл (Техас)
Флугервілл (англ. Pflugerville) — місто (англ. city) в США, в округах Тревіс і Вільямсон штату Техас. Населення — 65 191 особа (2020).

## Географія
Флугервілл розташований за координатами 30°27′15″ пн. ш. 97°36′21″ зх. д. / 30.45417° пн. ш. 97.60583° зх. д. (30.454290, -97.605929).  За даними Бюро перепису населення США в 2010 році місто мало площу 57,84 км², з яких 57,81 км² — суходіл та 0,03 км² — водойми. В 2017 році площа становила 62,83 км², з яких 62,79 км² — суходіл та 0,04 км² — водойми.

## Демографія
Згідно з переписом 2010 року, у місті мешкало 46 936 осіб у 15 789 домогосподарствах у складі 12 260 родин. Густота населення становила 811 осіб/км².  Було 16418 помешкань (284/км²).
Расовий склад населення:
| - 64,1 % — білих - 15,5 % — чорних або афроамериканців - 7,4 % — азіатів - 0,6 % — корінних американців - 0,1 % — вихідців з тихоокеанських островів - 8,6 % — осіб інших рас |

До двох чи більше рас належало 3,6 %. Частка іспаномовних становила 27,7 % від усіх жителів.
За віковим діапазоном населення розподілялося таким чином: 30,6 % — особи молодші 18 років, 63,4 % — особи у віці 18—64 років, 6,0 % — особи у віці 65 років та старші. Медіана віку мешканця становила 33,8 року. На 100 осіб жіночої статі у місті припадало 93,9 чоловіків;  на 100 жінок у віці від 18 років та старших — 89,2 чоловіків також старших 18 років.
Середній дохід на одне домашнє господарство  становив 91 477 доларів США (медіана — 76 459), а середній дохід на одну сім'ю — 101 482 долари (медіана — 85 122). Медіана доходів становила 55 269 доларів для чоловіків та 43 233 долари для жінок. За межею бідності перебувало 8,0 % осіб, у тому числі 12,8 % дітей у віці до 18 років та 4,2 % осіб у віці 65 років та старших.
Цивільне працевлаштоване населення становило 28 481 особа. Основні галузі зайнятості: освіта, охорона здоров'я та соціальна допомога — 22,0 %, науковці, спеціалісти, менеджери — 11,5 %, виробництво — 10,4 %, публічна адміністрація — 10,0 %.